# U-Bahnhof Colégio Militar/Luz

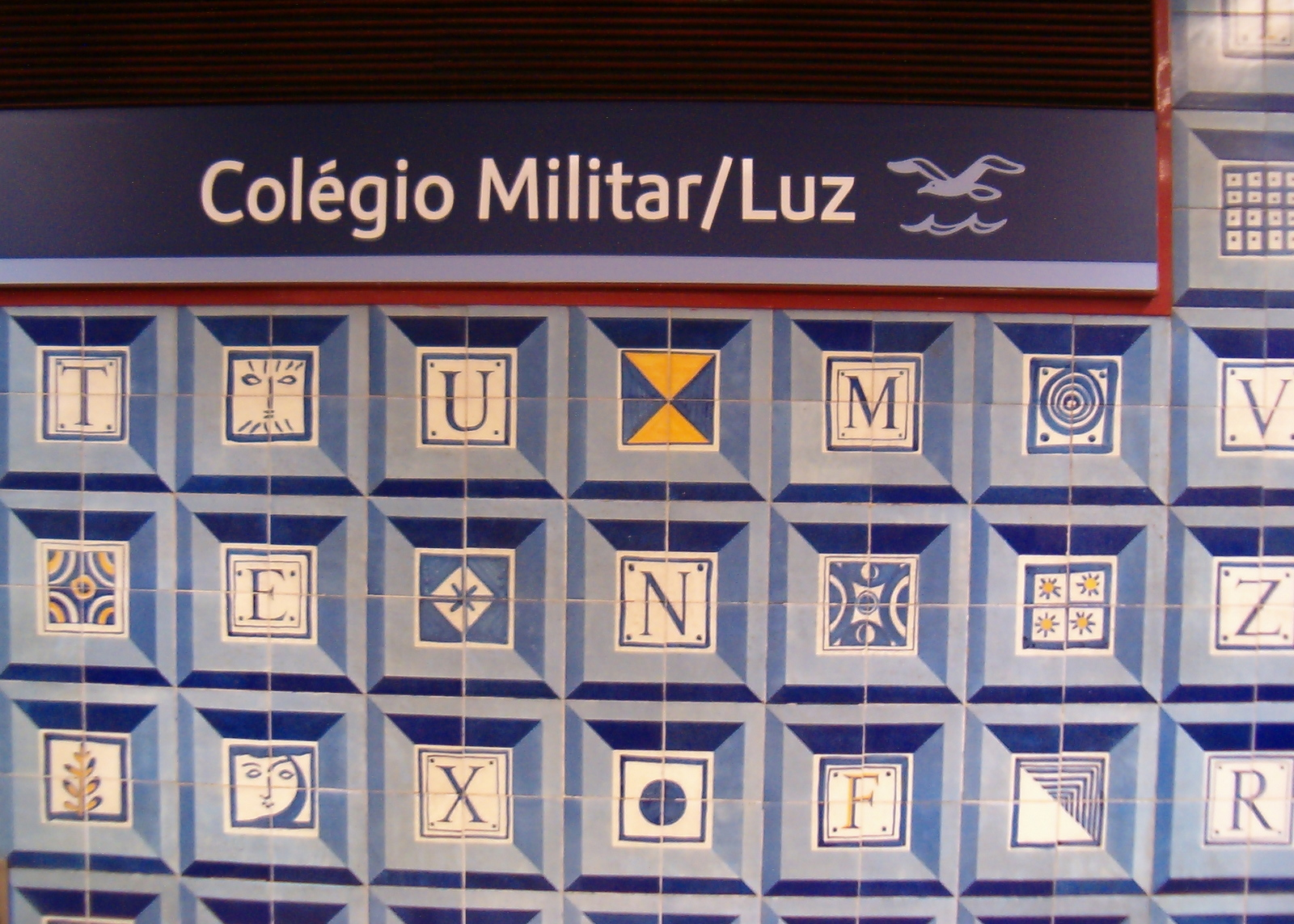
Bahnhofsschild

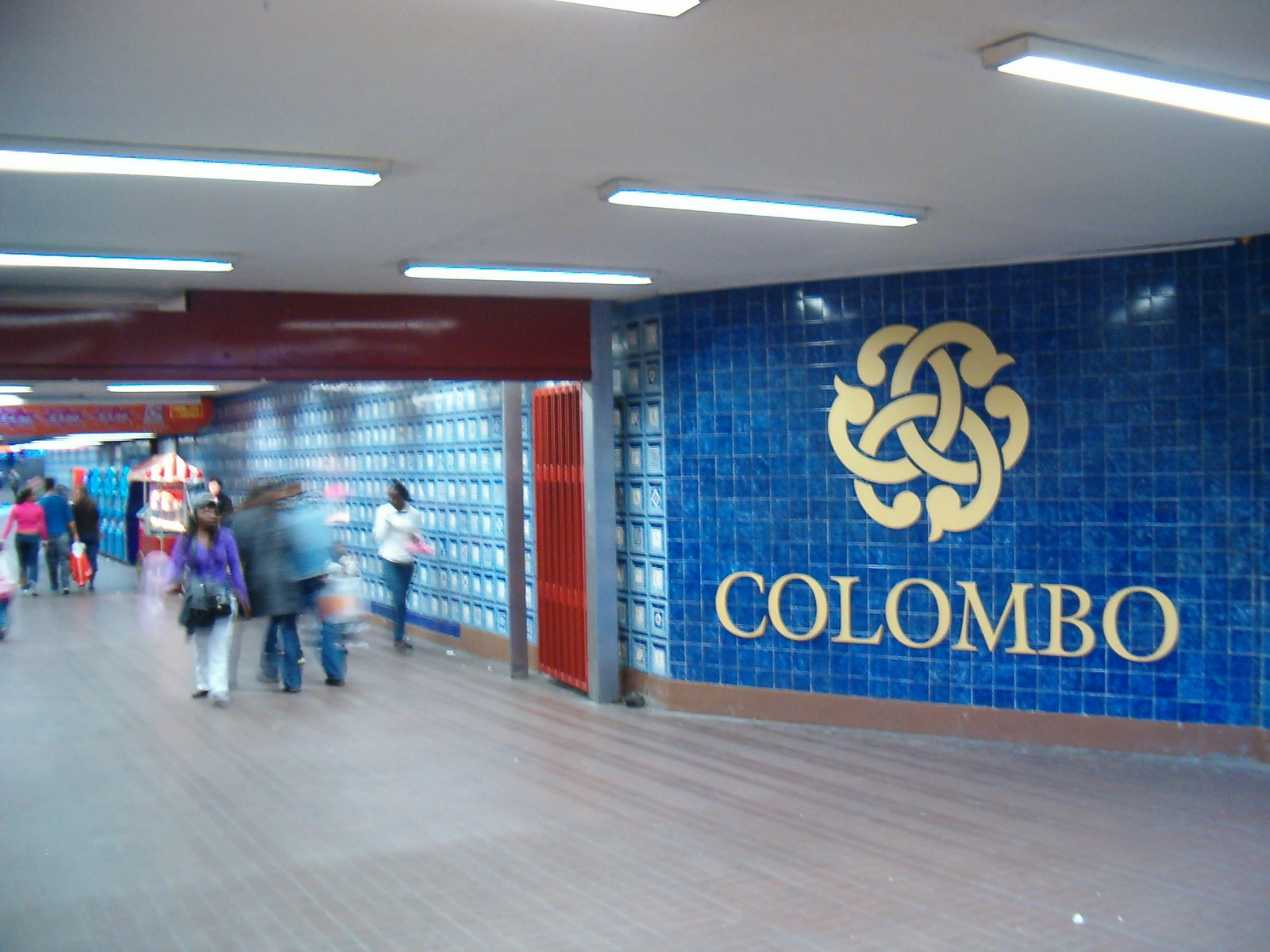
Seit 1997 befindet sich in direkter Nachbarschaft des Bahnhofes das Einkaufszentrum Colombo

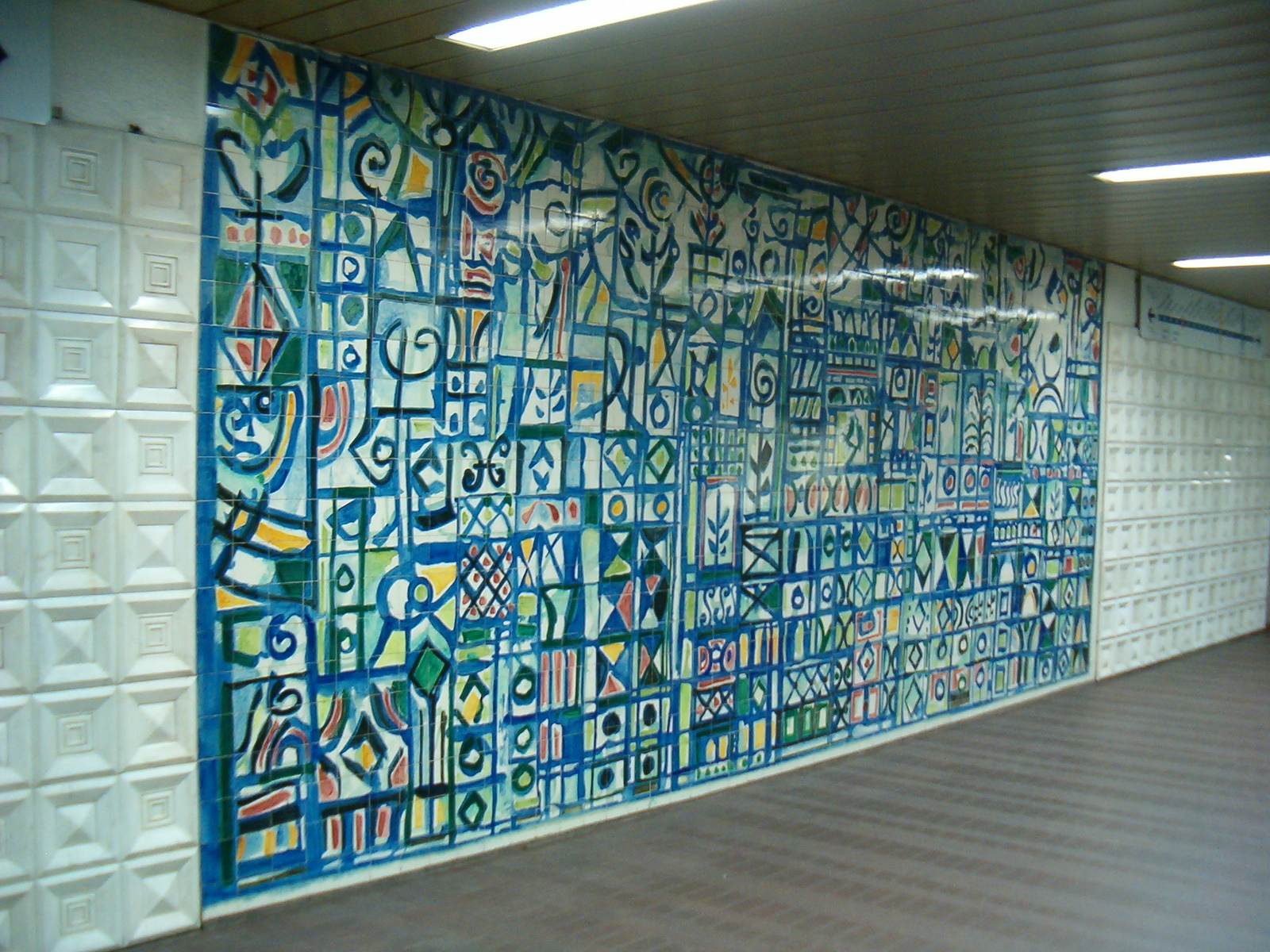
Gemälde „Blaue Landschaft I“ von Manuel Cargaleiros

Colégio Militar/Luz ist ein U-Bahnhof der Linha Azul der Metro Lissabon, des U-Bahn-Netzes der portugiesischen Hauptstadt. Der Bahnhof befindet sich unter der Kreuzung der Avenida do Colégio Militar mit der Avenida Lusíada in der Lissabonner Stadtgemeinde São Domingos de Benfica. Die Nachbarbahnhöfe sind Carnide und Alto dos Moinhos; der Bahnhof ging am 14. Oktober 1988 in Betrieb.

## Geschichte
Der U-Bahnhof Colégio Militar/Luz bildet den Abschluss des 1988 eröffnetes Abschnitts vom Bahnhof Sete Rios her. Vorrangiges Ziel dieser Erweiterung war es, den bevölkerungsreichen Bezirk Benfica besser zu erschließen und diesem eine Alternative zur peripher verlaufenden Linha de Sintra zu geben.
Den Bahnhof entwarf der Architekt António J. Mendes, der auch für den Bahnhof Laranjeiras verantwortlich war. Auch hier entwarf er zwei nüchterne 105 Meter lange Seitenbahnsteige mit einer niedrigen Bahnsteigdecke, ebenfalls befinden sich die Ausgänge unüblicherweise zur Mitte des Bahnsteiges. Die Betreibergesellschaft der Metro, die den künstlerischen Wert ihrer Bahnhöfe hervorstellen möchte, lud Manuel Cargaleiro als Künstler für die Gestaltung des Bahnhofes ein. Cargaleiro besonders auf dem Gebiet der Azulejo-Kunst bekannt in Portugal und folgte mit der Gestaltung des Bahnhofes Maria Keil, die einen Großteil der Lissabonner Metrobahnhöfe gestaltete. Cargaleiro wählte das Thema der „blauen Korridore“ für den Bahnhof. Im kollektiven Gedächtnis der Portugiesen spielt die Farbe Blau eine sehr starke Rolle, ist sie über die Azulejos stark mit den öffentlichen Gebäuden verbunden. So sind Krankenhäuser, Schulen, Gerichte, Bahnhöfe und andere öffentliche Gebäude oft sehr alt und mit Azulejos verziert. Cargaleiro versuchte mittels seiner kleinteiligen, quadratischen Fliesen in blauer Farbe diese bekannte Atmosphäre nachzustellen. Zwei große Fliesengemälde im Zwischengeschoss, die „blaue Landschaften“ darstellen sollen, komplettieren die Idee Cargaleiros.
Im Jahr 1997 erhielt der Bahnhof illustre Nachbarschaft durch den Bau des Rieseneinkaufszentrum Centro Colombo, zu damaliger Zeit das größte Portugals und auch der iberischen Halbinsel. Abgesehen von den großen Anstürmen der Einkäufer durch den zusätzlich neuen Zugang zum Einkaufszentrum, gab es seit der Eröffnung des Bahnhofes keine großen Änderungen mehr. Regelmäßiges Ziel der Anstürme ist der Bahnhof auch durch das wenige Meter entfernte, 2003 eröffnete Fußballstadion Estádio da Luz.
Hinter dem Bahnhof befindet sich eine Kehranlage, sodass tagsüber jeder zweite Zug statt bis Amadora Este zu fahren, bereits am Bahnhof Colégio Militar/Luz endet. Südlich des Bahnhofes befindet sich ein kleiner Busbahnhof, der den Bussen der Busgesellschaften Carris und Rodoviária de Lisboa dient.

## Verlauf
Am U-Bahnhof bestehen Umsteigemöglichkeiten zu den Buslinien der Carris und Rodoviária de Lisboa.
| Linie | Verlauf |
| ----- | --- |
|       | Reboleira – Amadora Este – Alfornelos – Pontinha – Carnide – Colégio Militar/Luz – Alto dos Moinhos – Laranjeiras – Jardim Zoológico – Praça de Espanha – São Sebastião – Parque – Marquês de Pombal – Avenida – Restauradores – Baixa-Chiado – Terreiro do Paço – Santa Apolónia |